# Непосредственная система управления

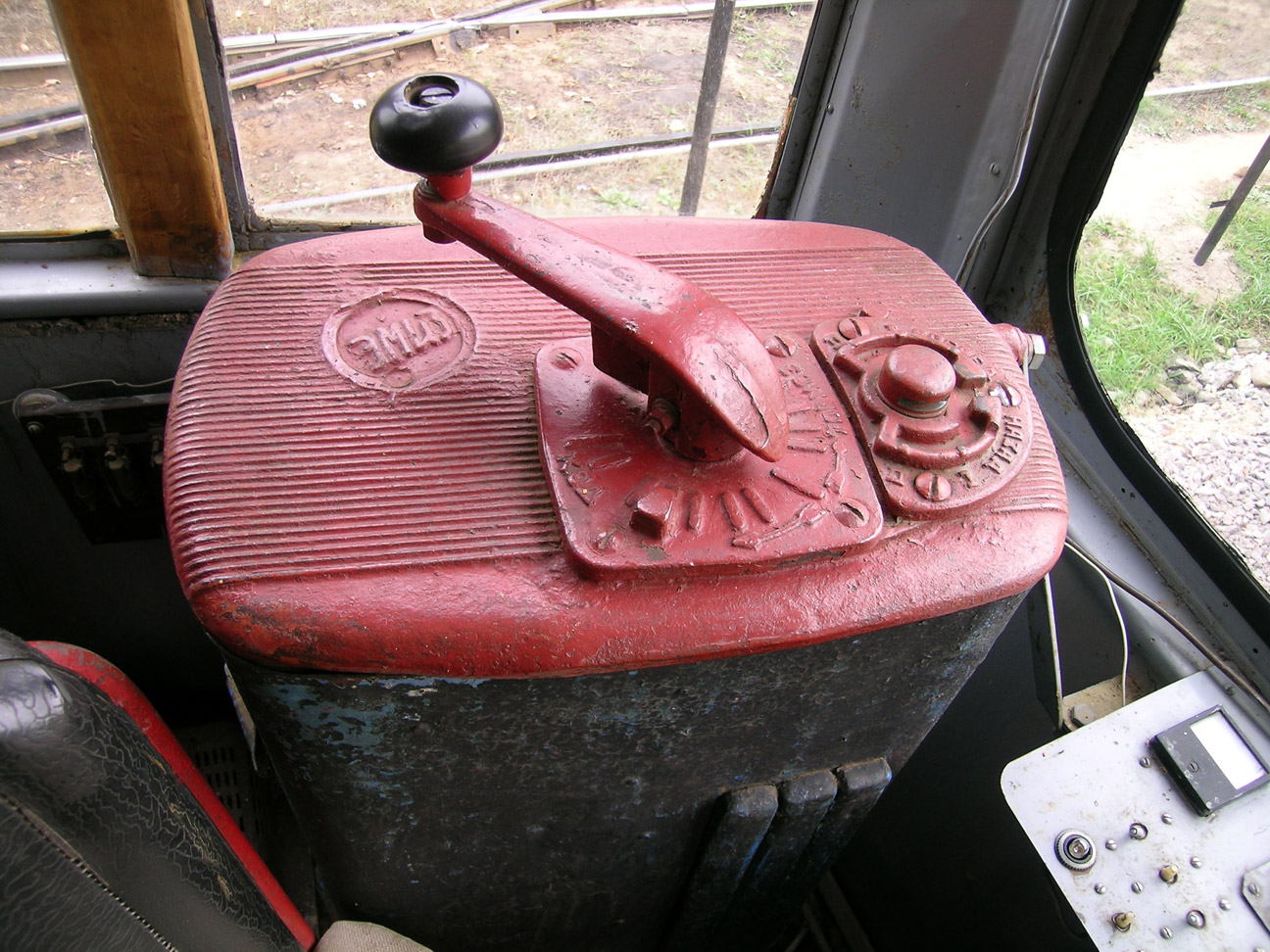
Центральным звеном НСУ является контроллер тяговых электродвигателей

Непосредственная система управления (сокр. НСУ) — комплекс электромеханического оборудования, предназначенного для регулирования тока в обмотках тяговых электродвигателей (ТЭД) подвижного состава трамвая, троллейбуса, электровозов, электропоездов, подъемных кранов.

## Принцип действия
В основу функционирования НСУ положено подключение к обмоткам ТЭД набора фиксированных балластных сопротивлений, называемых пускотормозными реостатами, которые ограничивают силу проходящего через эти обмотки электрического тока. Ступенчатое изменение подключённого к обмоткам ТЭД сопротивления достигается посредством коммутации групп пускотормозных реостатов непосредственно водителем (машинистом) подвижного состава с помощью простейших механизмов, в сборе называемых контроллером. Например у трамвайного вагона ЛМ-49 контроллер состоит из вала с насаженными на него кулачками, нажимающими на контакторы (сильноточные коммутационные устройства, оснащённые приспособлениями дугогашения) в определённой последовательности. Эта последовательность впрямую задаётся водителем путём поворота вала с помощью ручки-«кофемолки». Необходимость ступенчатого изменения диктуется требованиями плавного разгона-торможения подвижного состава во избежание травм находящихся в нём людей.

## Преимущества и недостатки
Преимуществами НСУ перед прочими видами систем управлениями является предельная простота устройства и ремонта, средняя материалоёмкость. Недостатками НСУ являются невысокий уровень пожаро- и электробезопасности (вблизи водителя располагается высоковольтное коммутационное устройство, что чревато при утечке тока или прочей неисправности электротравмой или возгоранием) и нерациональный расход электроэнергии, значительная часть которой  уходит на нагрев пускотормозных реостатов без совершения полезной работы.

## История и современность
Непосредственная система управления появилась в XIX веке и являлась на тот момент единственной из практически эксплуатируемых. Ей оснащались все электрические трамваи того времени, электропоезда первых метрополитенов (Лондон, Будапешт), первые экспериментальные электровозы, в том числе на зубчатых железных дорогах, первые электрические подъемные краны, а также электроприводы мощных станков и других технологических машин, работающих на постоянном токе. 
С ростом напряжения питания и мощности электровозов (электропоездов) и появлением системы многих единиц использовать НСУ на железнодорожном подвижном составе и в метрополитене стало чрезвычайно затруднительно или вообще невозможно. Поэтому в этих областях начался переход на реостатно-контакторную систему управления. Позже РКСУ пришла и на городской электротранспорт. На пассажирских трамвайных вагонах в Европе, в том числе и в СССР, НСУ перестала применяться с 1960-х годов, а на троллейбусах - ещё в 1940-х. Тем не менее на служебные трамвайные вагоны заводского производства НСУ устанавливалась вплоть до 1990-х годов. В 2000-х - 2010-х годах НСУ устанавливают на некоторые, все ещё находящиеся в производстве устаревшие модели рудничных электровозов.

## Особенности в эксплуатации
- При использовании на подвижном составе НСУ вблизи водителя располагались силовые контакты, образующие при размыкании сильную электрическую дугу. Несмотря на то, что контроллер находился в металлическом корпусе, через неплотности дуга могла вырываться наружу. Для защиты волос водителя от опаливания дугой женщинам предписывалось работать в косынках, а мужчинам — в кепках или беретах. С появлением косвенной системы управления из кабины водителя исчезли высоковольтные аппараты, но косынки на головах женщин водителей оставались ещё некоторое время. Образ вагоновожатой, голова которой укрыта косынкой, можно увидеть в советских фильмах: «Приходите завтра», «Берегись автомобиля», «Первый троллейбус» (хотя троллейбус ЗиУ-5, на котором работала Света, был уже оснащен косвенной системой управления). Также косынку на голове носила Светлана Письмиченко, сыгравшая вожатую грузового трамвайного вагона в фильме Алексея Балабанова «Брат». Этот вагон (бортовой номер Г-15) был оснащен непосредственной системой управления.
- По воспоминанием ветеранов, работавших на вагонах с НСУ, из ящика контроллера постоянно исходил дымок с запахом гари — от действия электрической дуги подгорали контакты.
- Контактные пальцы реверсивного устройства часто приваривались к реверсивному валу контроллера, что при попытке изменить направление движения приводило к обрыву контактных пальцев.